# رستم‌آباد (ریگان)
رستم‌آباد، روستایی در دهستان سعدآباد بخش رحمت‌آباد شهرستان ریگان در استان کرمان ایران است.

## جمعیت
بر پایه سرشماری عمومی نفوس و مسکن در سال ۱۳۹۵، جمعیت این روستا برابر با ۵۸۲ نفر (۱۶۳ خانوار) بوده است.